# 42nd Street / Fifth Avenue – Bryant Park
42nd Street / Fifth Avenue – Bryant Park – stacja metra nowojorskiego, na linii 7, B i D, F i M. Znajduje się w dzielnicy Manhattan, w Nowym Jorku i zlokalizowana jest pomiędzy stacjami Grand Central, 47th–50th Streets – Rockefeller Center, Times Square i 34th Street – Herald Square. Została otwarta 22 maja 1926.